# Palota
Palota es un municipio del distrito de Medzilaborce en la región de Prešov, Eslovaquia, con una población estimada a final del año 2024 de 179 habitantes.
Se encuentra ubicado al noreste de la región, cerca del río Laborec (cuenca hidrográfica del río Tisza) y de la frontera con Polonia.

## Demografía
| Año        | 1994 | 2004    | 2014    | 2024    |
| ---------- | ---- | ------- | ------- | ------- |
| Población  | 176  | 181     | 186     | 179     |
| Diferencia |      | +2,84 % | +2,76 % | −3,76 % |

| Año        | 2023 | 2024 |
| ---------- | ---- | ---- |
| Población  | 179  | 179  |
| Diferencia |      | +0 % |